# Storråken
Storråken är en sjö i Ljusdals kommun i Hälsingland och ingår i Ljusnans huvudavrinningsområde.